# Peter Rasmussen (Fußballspieler)
Peter Rasmussen (* 16. Mai 1967 in Hobro) ist ein ehemaliger dänischer Fußballspieler. Er spielte für Aalborg Chang, Aalborg BK, den VfB Stuttgart und Viborg FF. Für Dänemark bestritt er dreizehn Länderspiele und gewann den König-Fahd-Pokal 1995.

## Sportlicher Werdegang
Rasmussen debütierte 1988 für Aalborg BK in der damals erstklassigen 1. Division, nachdem er bei seiner vormaligen Spielstation, dem Drittligisten Aalborg Chang zum dänischen U-21-Nationalspieler avanciert war. Schnell weckte er in der Folge auch jenseits der dänischen Grenzen Interesse, nicht zuletzt nach seinem A-Nationalmannschaftsdebüt im Juni 1989 gegen England. 
Im Juli 1989 wechselte Rasmussen zum deutschen Klub VfB Stuttgart in die Bundesliga, dort unterzeichnete er einen Drei-Jahres-Vertrag. Unter Trainer Arie Haan debütierte er am 1. Spieltag der Spielzeit 1989/90 beim 2:0-Heimerfolg gegen den Karlsruher SC als Einwechselspieler für Manfred Kastl, aber erst beim Rückspiel wurde er erneut eingesetzt. Anschließend kam er häufiger zum Einsatz, zeitweise stand er unter Haans Nachfolger Willi Entenmann auch in der Startformation. Beim 3:1-Erfolg über den SV Werder Bremen erzielte er mit dem Treffer zur zwischenzeitlichen 1:0-Führung sein erstes Pflichtspieltor für den Klub. In der Hinrunde der folgenden Spielzeit reichte es für ihn abermals nur zu drei Bundesligaeinsätzen. Im Januar 1991 verliehen ihn die Schwaben daher zurück an Aalborg BK.
Im März 1991 lief Rasmussen erstmals für Aalborg BK nach dem Ende der Winterpause in der neu gegründeten Superliga auf, die in einer verkürzten Spielzeit 1991 durchgeführt wurde, um vom Kalenderjahrrhythmus auf einen Herbst/Frühjahr-Rhythmus umzustellen. Sein Debüt gegen Vejle BK krönte er mit dem Treffer zum 1:1-Endstand. Im Sommer, nachdem er 14 der 18 Saisonspiele bestritten hatte, schloss er sich dauerhaft dem Klub an. In der Spielzeit 1994/95 war er mit 16 Saisontoren maßgeblich am Gewinn der Meisterschaft beteiligt. In der Folge kehrte er im Saisonverlauf in die Nationalmannschaft zurück, mit der er im Sommer 1995 am König-Fahd-Pokal, dem Vorläufer des FIFA-Konföderationen-Pokals, teilnahm. Im Endspiel gegen Argentinien erzielte er den Treffer zum 2:0-Endstand, mit dem der amtierende Europameister auch diesen Titel gewann. Nachdem die Qualifikation für die Europameisterschaft 1996 verpasst wurde, bestritt er im Frühjahr des Jahres noch ein Länderspiel gegen Deutschland in deren EM-Vorbereitung. Die 0:2-Niederlage nach zwei Treffern von Oliver Bierhoff war sein letztes von insgesamt 13 Auftreten im Nationaltrikot, dabei wurde er in der Halbzeit gegen Allan Nielsen ausgewechselt. Seine beiden einzigen Länderspieltreffer hatte er beim König-Fahd-Pokal erzielt.
1997 verließ Rasmussen Aalborg BK und wechselte in die zweitklassige 1. Division zu Viborg FF. Mit dem Klub stieg er im folgenden Sommer als Zweitligameister in die Superliga auf, im Oktober 1998 bestritt er das letzte von insgesamt 205 Erstligaspielen in Dänemark, davon 183 in der Superliga. Dabei hatte er 58 Tore erzielt. Hinzu kamen 27 Zweitligaspiele mit elf Toren.

## Erfolge
- König-Fahd-Pokal: 1995
- Dänischer Meister: 1995